# Sejny (stolica biskupia)
Sejny (łac. Seinensis) – stolica historycznej diecezji augustowskiej, istniejącej w latach 1818-1925 (współcześnie Sejny są miastem w województwie podlaskim). W 2009 ustanowiono katolickie biskupstwo tytularne w Sejnach. Pierwszym biskupem Sejn został abp Jan Pawłowski, od 2015 delegat ds. nuncjatur w Sekretariacie Stanu Stolicy Apostolskiej, w latach 2009-2015 nuncjusz apostolski w Kongo i Gabonie, od 2022 nuncjusz w Grecji. 

## Biskupi tytularni
| Lp. | Biskup                                | Funkcja                      | Od            | Do |
| --- | ------------------------------------- | ---------------------------- | ------------- | -- |
| 1   | Jan Pawłowski arcybiskup pro hac vice | nuncjusz apostolski w Grecji | 18 marca 2009 |    |